# L'Esprit de famille (film, 2020)
Ne doit pas être confondu avec Esprit de famille.
Pour les articles homonymes, voir L'Esprit de famille.
Pour plus de détails, voir Fiche technique et Distribution.
L'Esprit de famille est une comédie française réalisée par Éric Besnard, sortie en 2020.

## Synopsis
Alexandre vient de perdre son père. Cependant, il continue à l'entendre, à le voir et à se disputer avec lui, à cause de la fâcheuse tendance du père à n'être content de rien. Mais Alexandre est le seul à pouvoir encore le voir et à pouvoir encore lui parler, ce qui provoque l'inquiétude de sa mère et de son frère qui le voient parler tout seul.

## Fiche technique
- Titre : L'Esprit de famille
- Réalisation : Éric Besnard
- Scénario : Éric Besnard
- Photographie : Jean-Marie Dreujou
- Montage : Christophe Pinel
- Son : Dominique Lacour et Vincent Montrobert
- Décors : Bertrand Seitz
- Costumes : Fabienne Katany
- Producteurs : Thierry Wong, Vincent Roget et Pierre Forette
- Attaché de presse : Laurent Renard
- Supervision musicale : My Melody
- Sociétés de production : Same Player et Cine Nomine, coproduit par France 3 Cinéma, en association avec les SOFICA Cinécap 2, LBPI 12 et Sofitvciné 6
- Société de distribution nationale : Apollo Films
- Société de distribution internationale : Other Angle Pictures
- Pays d'origine :  France
- Langue originale : français
- Format : Couleur — 35 mm — 2,35:1 — Son : ?
- Genre : Comédie dramatique
- Durée : 98 minutes (1 h 38).
- Dates de sortie :
  - France : 29 janvier 2020

## Distribution
- Guillaume de Tonquédec : Alexandre
- François Berléand : Jacques, le père d'Alexandre
- Josiane Balasko : Marguerite, la mère d'Alexandre
- Isabelle Carré : Roxane, la femme d'Alexandre
- Jérémy Lopez :  Vincent, le frère d'Alexandre
- Marie-Julie Baup : Sandrine, la belle-sœur d'Alexandre
- Jules Gauzelin  : Max, le fils d'Alexandre
- Papilonio Tokotuu : Napoléon
- Émilie Caen : La psy d'Alexandre
- Hugues Jourdain : L'employé du crématorium
- Sipan Mouradian : Kevin
- Christian Valsamidis :  L'antiquaire
- Adèle Berléand : Jumelle 1
- Lucie Berléand : Jumelle 2

## Accueil

### Critique
En France, le site Allociné recense une moyenne des critiques presse de 2.6/5.

### Box office
Le film totalise 240 610 entrées à la fin de son exploitation en France.

### Diffusion télévision
Le film est diffusé le 13 novembre 2023 en première partie de soirée sur France 3. Il réunit 1,284 millions de téléspectateurs, soit une part de marché de 6,4%.